# Ylöjärvi
Ylöjärvi er en bykommune i landskabet Birkaland i det vestlige Finland. Kommunen og landskabet hører under Vest og Indre Finlands regionsforvaltning.
Byen ligger 14 kilometer fra Tampere. Indbyggertallet er 30500(31. januar 2011).
Ylöjärvi blev grundlagt i 1869 og fik bystatus 1 januar 2004

## Venskabsbyer
- Skive
- Kongsvinger
- Arvika
- Saku
- Vysjnij Volotsjok
- Balatonföldvár